# Мартин Ковачев
Мартин Ковачев (роден на 13 март 1982 г.) е български футболист, защитник.

## Кариера
Преди да премине в „Черноморец“ (Бургас) през юни 2008 година, играе за „Велбъжд“, „Спартак“ (Варна), „Литекс“ и „Дунав“ (Русе). С „Черноморец“ играе в турнира за Купата Интертото през 2008 срещу ХИТ Горица и Грасхопърс (Цюрих). Шест месеца по-късно е даден под наем на Нафтекс. На 5 юли подписва със Сливен 2000. Следват няколко години в чужбина и мачове с „Монтана“, „Хасково“ и отново „Дунав“ (Русе).

## Успехи
Купа на Македония:
- Носител (1): 2016/17